# Ulrike Gauderer
Ulrike Gauderer (geboren 1971 in Frankfurt am Main) ist eine deutsche Rechtsanwältin, Politikerin (Bündnis 90/Die Grünen) und seit 2008 stellvertretendes nicht richterliches Mitglied am Staatsgerichtshof des Landes Hessen.

## Leben

### Jugend und Ausbildung
Gauderer wuchs in Frankfurt am Main auf. Sie studierte nach dem Abitur an der Universität Nizza Sophia-Antipolis ein Jahr lang angewandte Fremdsprachen. Zurück in Frankfurt schloss sie ein Studium der Rechtswissenschaft an der Goethe-Universität an. Das Erste Staatsexamen absolvierte sie 1998, das Zweite 2001.

### Beruf
Ab 2002 arbeitete sie als Rechtsanwältin, von 2003 bis 2009 als Justiziarin und parlamentarische Referentin für Wissenschaftspolitik und Petitionen für Bündnis 90/Die Grünen im Hessischen Landtag. 2006 bis 2009 war sie Referentin für Rechts- und Innenpolitik, Kommunales und Integration.
Seit 2009 ist sie für einen regionalen Energieversorger als Syndikusrechtsanwältin tätig und leitet dort seit 2012 die Abteilung Compliance. 2019 wechselte sie als Compliance Officer zu einem Pharmaunternehmen.

### Politik
1998 trat Gauderer bei Bündnis 90/Die Grünen ein. 2001 war sie kurzfristig Fraktionsvorsitzende im Ortsbeirat 7 der Stadt Frankfurt am Main. Im selben Jahr wird sie für Bündnis 90/Die Grünen in die Frankfurter Stadtverordnetenversammlung gewählt. Sie war dort Sprecherin für Frauen- und Wirtschaftspolitik und wurde 2006 stellvertretende Fraktionsvorsitzende und übte dieses Ehrenamt bis 2009 aus. Von 2003 bis 2013 war Gauderer Beisitzerin im Kreisvorstand der Frankfurter Grünen. 2013 rückte Gauderer in den Ortsbeirat 12 nach.

### Weitere Ehrenämter
Auf Vorschlag von Bündnis 90/Die Grünen wurde Gauderer am 3. Juni 2008 erstmals vom Hessischen Landtag zum stellvertretenden nicht richterlichen Mitglied des Staatsgerichtshofs für das Land Hessen gewählt und 2019 zum dritten Mal wiedergewählt.
Bei der Heinrich-Böll-Stiftung war sie von 2005 bis 2010 Mitglied des bundesweiten Frauenrats und von 2007 bis 2015 Mitglied der Mitgliederversammlung. Seit 2012 ist sie auch Mitglied im Vorstand der Heussenstamm-Stiftung und im Kuratorium der Kinothek Asta Nielsen.
Gauderer war 2012 bis 2013 Kommissionsmitglied im Deutschen Juristinnenbundes (djb).

### Privates
Gauderer ist nicht verheiratet und hat eine Tochter.

## Veröffentlichungen
- mit anderen: Grün wohin? Interventionen zur Zukunft grüner Politik. In: Realismus & Substanz. September 2006 (hebenstreit-michael.de [PDF]).